# Leinawald

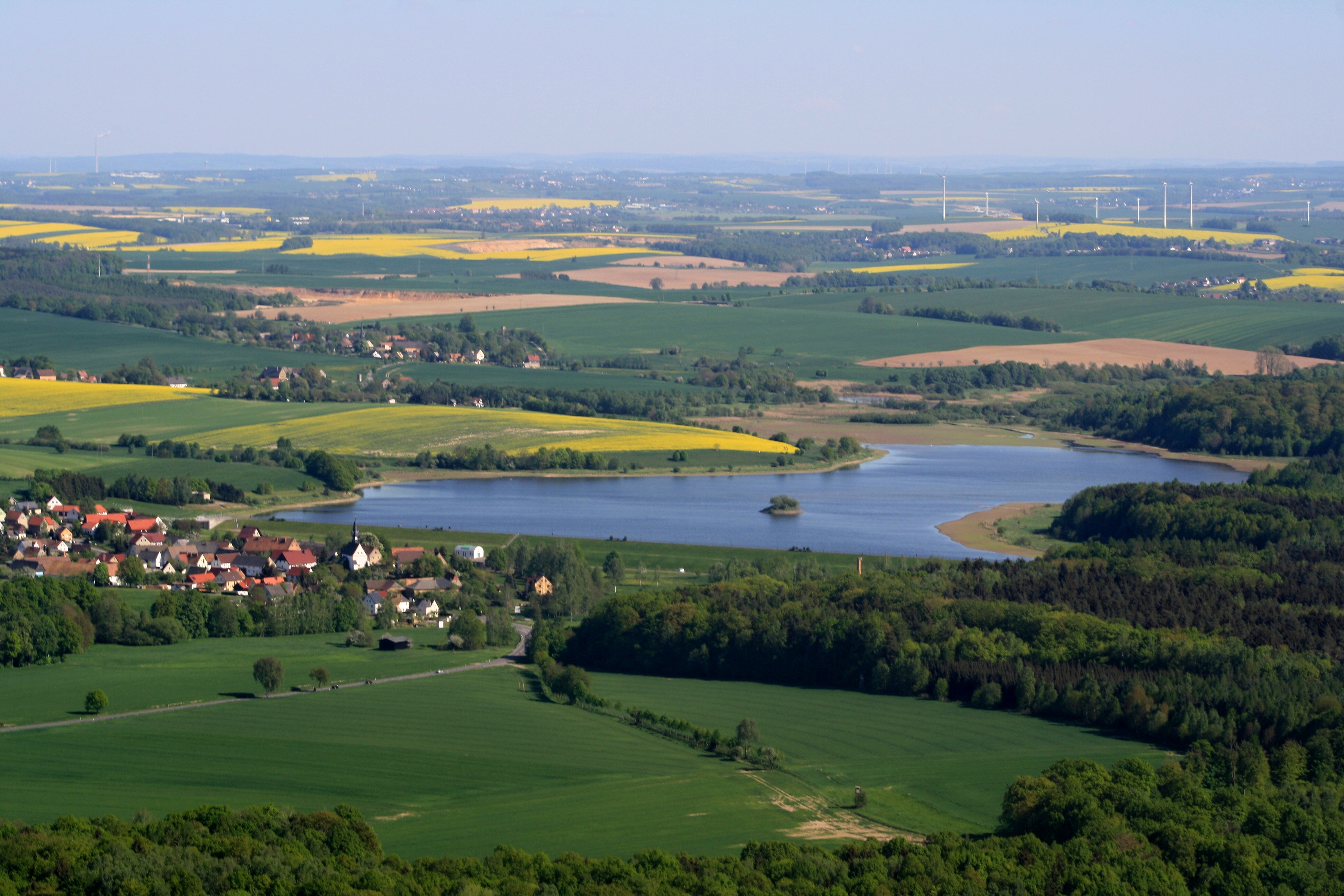
Leinawald an der Westseite der Talsperre Schömbach

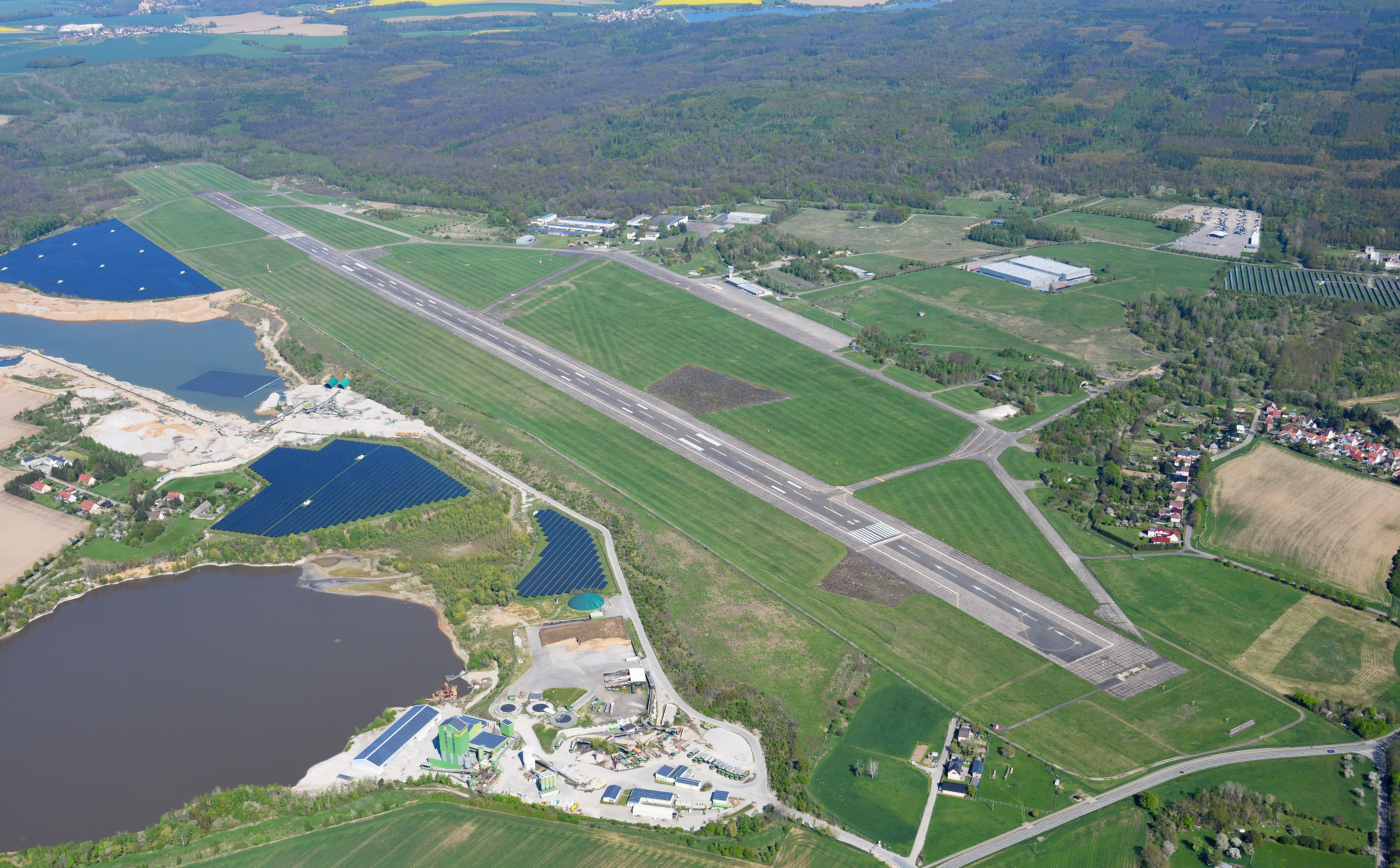
Westseite des Leinawaldes mit Gewerbegebiet/Flughafen Altenburg-Nobitz

Der Leinawald ist ein Naturschutzgebiet und Vogelschutzgebiet im Landkreis Altenburger Land in Thüringen. Es erstreckt sich nordöstlich von Klausa, einem Ortsteil von Nobitz. Die Landesstraße L 2460 durchquert das Gebiet in West-Ost-Richtung. Südwestlich des Gebietes verläuft die B 180 und südlich die L 1357. Am westlichen Rand liegt der Leipzig-Altenburg Airport, am nördlichen und nordöstlichen Rand verläuft die Landesgrenze zu Sachsen, am östlichen Rand erstreckt sich die 1,75 km² große Talsperre Schömbach.

## Naturschutz
Das 1843,7 ha große Gebiet mit der NSG-Nr. 185 wurde im Jahr 1961 unter Naturschutz gestellt.
Das (DDR)-Naturschutzgebiet Nr. 185 (Leinawald) liegt heute teilweise in dem FFH-Gebiet Nr. 142 namens „Leinawald“ (Schutznummer: DE 4941-303) und teilweise im Europäischen Vogelschutzgebiet „SPA 44“ (Nordöstliches Altenburger Land, Schutznummer: DE 4940-420).
Das FFH-Gebiet 142 wurde am 7. Dezember 2004 durch die Europäische Union bestätigt. Es ist fast vollflächig Bestandteil des Vogelschutzgebietes „SPA 44“.
Im oder am Leinawald befinden sich mehrere Flächennaturdenkmale (FND) und Naturdenkmale (ND), die bereits in der DDR-Zeit unter Schutz standen:
Dazu gehören die Flächennaturdenkmale Märchensee, Sandgruben Bocka-Leinawald, Teichgraben, Unterer Teichgraben, Oberer Teichgraben (zusammengefasst zum Teichgrabensystem Leinawald) und das Naturdenkmal Findlinge Kiesgrube Leinawald.
Des Weiteren werden folgende Gebiete im Naturschutzgebiet Leinawald hervorgehoben:
- Quadrant 105: „Auenwald des Spannerbachs an der Nordwestecke des Leinawaldes“
- Quadranten 152, 153, 254, 165 teilweise: „naturnaher Laubwald im Feuchtgebiet des Teichgrabens in der Mitte des Leinawaldes“
- Quadrant 259: „kleine Bachaue und lindenreicher Eichen-Mischwald am Südrand des Leinawaldes“

An den Leinawald im Osten grenzen das anschließende Landschaftsschutzgebiet der Talsperre Schömbach und das Europäische Vogelschutzgebiet. Das sächsische Landschaftsschutzgebiet „Kohrener Land“ grenzt an die Nordseite und die nördliche Westseite des Leinawaldes an.

## Lage

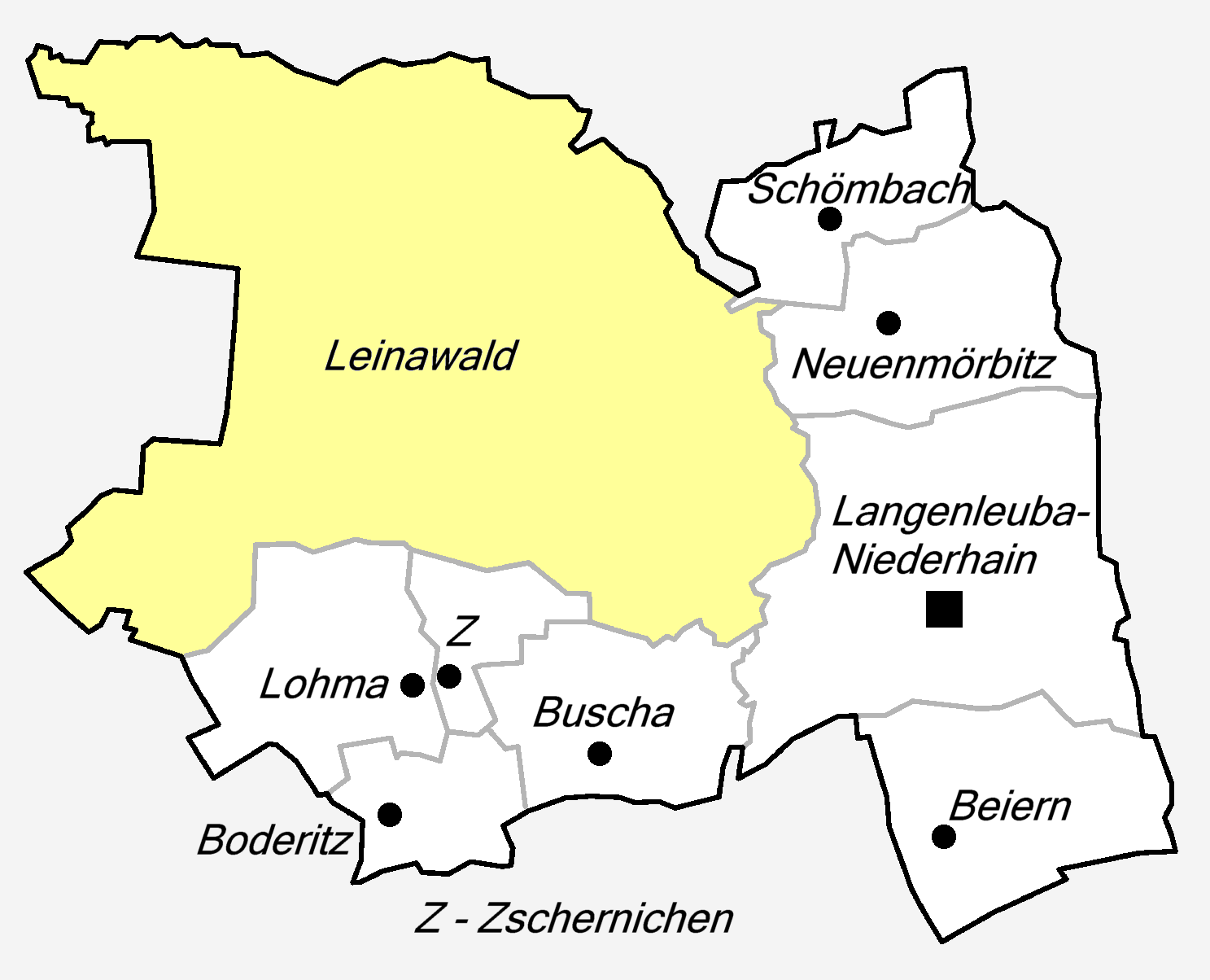
Ortsteile der Gemeinde Langenleuba-Niederhain mit zugehörigem Leinawald

### Orte am Rande des Leinawaldes
- Klausa an dessen Südwestecke
- Lohma, Zschernichen und Buscha an dessen Südseite
- Langenleuba-Niederhain an dessen Südostecke
- Talsperre Schömbach und Dorf Altmörbitz an dessen Ostseite
- Pöppschen, Bocka und Dolsenhain vor seiner Nordseite
- Niederleupten, Nobitz (mit Flughafen/Gewerbegebiet im Leinawald mit Flughafenmuseum), Wilchwitz und Kraschwitz an dessen Westseite

Zwei Ortschaften haben den Leinawald symbolisch in ihr Wappen aufgenommen.

Langenleuba-Niederhain
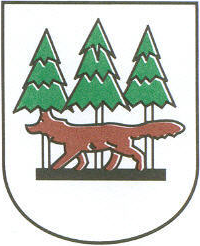
Ehrenhain

### Höhe (über NN)
Eine Karte in der Studie (Vortrag) von Baade weist für einige Quadranten Höhenangaben aus:
- Quadrant 233/247, Nordseite: „Pfennigberg“ 214,3 m
- Quadrant 189, Nordwestbereich: „Fuchsberg“ 227,3 m (nordöstlich davon ganz nah die Jagdhütte)
- Quadrant 173, nahe Märchensee, Nordostbereich: 211,0 m
- Quadrant 161, Nordwestbereich: 205,5 m
- Quadrant 124 (an der nördlichen Grenze zu Quadrant 123): 200,3 m

Für die Wetterstation am Flughafen Altenburg-Nobitz (Leipzig-Altenburg Airport) gibt der Stationsbetreiber Meteogroup eine Höhenlage von 170 m an (Station Nr. 105660 WMO).

## Klima
Der Managementplan des FFH-Gebietes Nr. 142 „Leinawald“ (2019) benennt auf Seite 11 Klimadaten, die von 1961 bis 1990 erfasst und ausgewertet wurden:
| Klimadaten Leinawald (1961–1990)                         | Klimadaten Leinawald (1961–1990) | Klimadaten Leinawald (1961–1990) |
| Größe                                                    | Messwert                         | Einheit                          |
| -------------------------------------------------------- | -------------------------------- | -------------------------------- |
| mittlere Jahrestemperatur                                | 8,6                              | °C                               |
| höchste gemessene Temperatur                             | 35,73                            | °C                               |
| mittlere tägliche Temperaturschwankungen                 | 8,23                             | °C                               |
| mittleres Temperaturminimum des kältesten Monats im Jahr | −3,21                            | °C                               |
| niedrigste gemessene Temperatur                          | −24,1                            | °C                               |
| Anzahl frostfreier Tage pro Jahr                         | 191                              |                                  |
| mittlerer Jahresniederschlag                             | 631                              | mm                               |
| Monat des höchsten Niederschlages                        | August                           |                                  |

Mitten durch den Leinawald verläuft offenbar eine Klimascheide.
Die Forstverwaltungsgesellschaft ThüringenForst betreibt hier als forstliches Umweltmonitoring seit 1991 die Waldmessstation „Leinawald“, die neben klassischen Klimadaten auch Bodenfeuchtewerte misst. Am Flughafen Altenburg-Nobitz befindet sich eine weitere Wetterstation eines anderen Betreibers.

### Land- und forstwirtschaftliche Zufahrtswege und Wanderwege
Die Außenbereiche des Leinawaldes und Bockaer Forstes werden nur durch Wege erschlossen, die für den Straßenverkehr zumeist gesperrt sind. In Klausa beginnt ein Baumlehrpfad, der in nordöstlicher Richtung im Wald verläuft.

## Pflanzen
Heute ist der Leinawald ein Nadelwald. Nach der Studie von Hartmut Baade haben Fichte und Kiefer wegen immer wieder auftretendem Wassermangel im Leinawald keine Zukunft. Der Uferbereich des Flugplatzteiches ist mit Weiden bepflanzt worden. Bereits 1938 und 1955 schlugen Forstbeamte vor, den vorliegenden Nadelwald zu einem Mischwald umzugestalten. Dies wurde laut Baade (2022) nicht konsequent genug umgesetzt.
Im ursprünglichen Leinawald und auch generell im Altenburger Land kam die Fichte nicht vor.
Im Jahre 1764 erfolgte in der Leina die Aussaat von Kiefern und Fichten. Das Saatgut stammte offenbar aus anderen Regionen.
Noch heute ist die Potenzielle natürliche Vegetation des Leinawaldes erkennbar und er kann daher in drei Waldgesellschaften eingeteilt werden:
- Rotbuchenwald, bzw. Waldschwingel-Tannen-Buchenwald  mit dominierender Rotbuche, auf den eher trockenen Standorten der Leina
- (Stiel)–Eichen-Hainbuchen-Wald auf den lössbedeckten feuchten und wechselfeuchten Standorten der Leina
- Schaumkraut-Erlenwald, ein Bruchwald, auf den sehr feuchten und wechselfeuchten Standorten der Leina

In der Leina ist die Grasart Waldschwingel vorkommend. Die Rotbuchenwälder der Leina sind daher als „Waldschwingel-Tannen-Buchenwald“ einzustufen. Die ursprünglich daran beteiligte Weiß-Tanne stellte nach Meinung von Fachleuten und bestätigt durch historische Quellen, im ehemaligen Naturwald Leinawald etwa 11–16 % des Baumbestandes dar. Bis 1837 wurden die meisten starken Weißtannen jedoch gezielt selektiv abgetrieben. Noch in den 1920er Jahren wurden einzelne starke Weißtannen im Leinawald gefällt. Jüngere kleine Aufforstungsversuche mit Weißtannen sind hier gescheitert.
Der zweitgrößte Baum des Leinawaldes befindet sich wenige Meter westlich des Flüsschens Wiera an der Waldgrenze bei Langenleuba-Niederhain. Es handelt sich um eine Eiche, die die umgebenden Bäume deutlich sichtbar überragt. Ihr Stammumfang in Brusthöhe ist etwa 4,6 Meter (Stand von 2023).

### Einheimische Pflanzen
Im Jahre 1983 entdeckte Klaus Strumpf aus Altenburg einen zweiten Standort, an dem die Weiße Pestwurz im Leinawald vorkommt.

### Neophyten
Für folgende Pflanzenarten werden die Vorkommen im Leinawald als dort neophytisch eingeschätzt:
- Wasserfeder: im Erlenbruch (Quadrant 106) sowie im alten Schießstand (Quadrant 115)
- Drüsiges Springkraut: an der Wyhra und an der Talsperre Schömbach
- Europäischer Froschbiss: ehemals in den Fürstenteichen (Quadrant 126), scheinbar erloschen (2022)
- Buntes Springkraut
- Straußenfarn
- Hasenglöckchen

Straußenfarn und Hasenglöckchen kommen aktuell (2022) am Bach „Burzelgraben“ (Quadrant 198) östlich nahe dem Ort Langenleuba-Niederhain vor.
Das Bunte Springkraut wurde in Deutschland zum ersten Male im Leinawald entdeckt. Es ist hier mittlerweile stark verbreitet. Unklar ist, wie es hierher gelangte.
Wassermangel führt im Leinawald zur Veränderung der Populationen oder deren komplettem Erlöschen an manchen Standorten.

## Tiere
Schon 1934 beschäftigte sich Hugo Hildebrandt mit seltenen Populationen von Schnecken im Leinawald.
Eine Publikation von Baade aus dem Jahr 1988 beschäftigte sich bereits mit Fischen, Amphibien und Reptilien im Leinawald.

### Insekten
Beim Forsthaus, das am Forstweg zum Klausaer Holzplatz liegt, wurden in der DDR-Zeit Holzstämme gesägt. Im liegengelassenen Sägemehl lebte eine bedeutende Population von Nashornkäfern, die mit dem Ende der dortigen Sägearbeit verschwand.
Der deutlich seltenere Hirschkäfer wurde vor 2019 in und nahe dem Leinawald gesichtet.

### Fische
Anwohner und Förster bestätigten für die 1930er Jahre das Vorkommen der Regenbogenforelle im Spannerbach. Im Jahr 1978 konnte das Vorkommen der Bachforelle im Spannerbach nicht mehr festgestellt werden. Nach dem Managementplan (2019) des FFH-Gebietes 142 ist das Vorkommen der Bachforelle im oder beim Leinawald / Talsperre Schömbach wieder bestätigt.

### Säugetiere
Im Leinawald kommen Rotwild, Damwild und Schwarzwild vor. Sie werden regelmäßig in Treibjagden bejagt. Als invasive Art kommt der Waschbär vor, der ebenfalls stark bejagt wird.

## Geologie

### Erhebungen
- Fuchsberg (227,3 m) im Quadranten 189
- Pfennigberg (214,3 m) an der Grenze der Quadranten 232 / 233 / 246 / 247
- Mühlberg, nördlich von Zschernichen im Nordostteil des Quadranten 169

### Elisabethquelle
Die „historische“ Elisabethquelle war zwischen dem Ersten Weltkrieg und bis 1936 ein beliebtes Ausflugsziel. 1936 wurde sie mit Erdaushub von Baugruben der Militäranlagen / des Flugplatzes 2,5 m hoch überdeckt und ihr Wasser in die Kanalisation abgeleitet. Als die Quelle zugeschüttet wurde, gab es offenbar Notgrabungen, denn die beiden Altenburger Heimatforscher und Gymnasiallehrer, Hans Höckner und Max Reinhold, übergaben gemachte Funde an das Schlossmuseum Altenburg. Die Fundsituation konnte wegen des militärischen Sperrgebietes nicht genau dokumentiert werden.
Die Funde belegen, dass die Quellumgebung schon vor 5000 Jahren (etwa Kupfersteinzeit) von Menschen besiedelt war.
Das Militärgelände mit der Quelle war bis 1994 (Abzug der Sowjetarmee) unzugängig für die Bevölkerung.
Die heutige Elisabethquelle befindet sich nicht mehr an dem alten Standort; der neue Quellort liegt 10 Meter unterhalb des alten Standortes. Nach einer Spendensammlung begann die Suche nach dem unterirdischen Wasserverlauf. Das Quellwasser soll dem Einzugsgebiet des Spannerbaches „entspringen“.
Da der alte Quellort wegen der Bestände an wertvollem Bäumen zur Neuanlegung nicht in Frage kam, wurde die Quelle 2016 an anderer Stelle im Naturschutzgebiet angelegt. Da die Quelle nicht mehr in Gewässerverzeichnissen der DDR und Thüringens stand, konnten keine Anträge auf Baumaßnahmen oder gar Fördergelder beantragt werden.
Die Quelle befindet sich heute auf Nobitzer Gemeindegebiet.
Das Rinnsal der Quelle floss ursprünglich wohl in den Spannerbach, fließt heute aber unterirdisch ab.
Nahe der Quelle wurden einige Schnitzwerke durch einen Künstler aufgestellt. Eines zeigt die Heilige Elisabeth von Thüringen.
Faktisch hat das Quellwasser (Analyse vom März 2023) Trinkwasserqualität. Da sie aber nur unregelmäßig und erst seit 2016 beprobt wird, und es in der Vergangenheit schon zu hohen Bakterienbelastungen kam, erfolgte keine Deklaration als Trinkwasserquelle.
Namensgebung
Wie die Quelle zu ihrem Namen kam, ist nicht überliefert. 
Da die Quelle zwischen dem Ersten Weltkrieg und 1936 als Ausflugsziel sehr beliebt war, vermutet man, dass die Quelle nach Elisabeth (* 1903; † 1991), Tochter von Herzog Ernst II. von Sachsen-Altenburg benannt wurde, zu deren Geburt oder Taufe.

### Bäche und Wassergräben

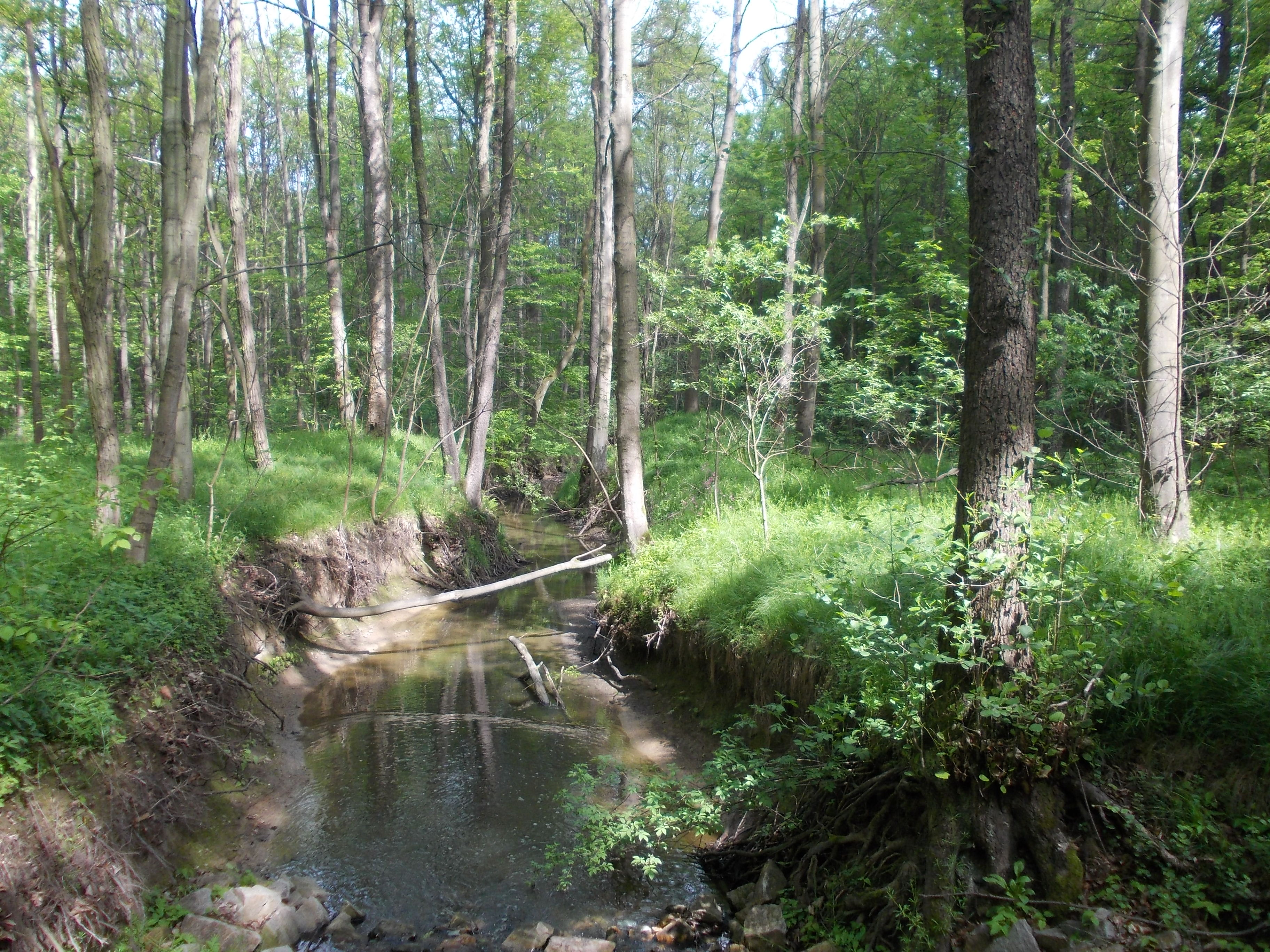
Bach im Leinawald

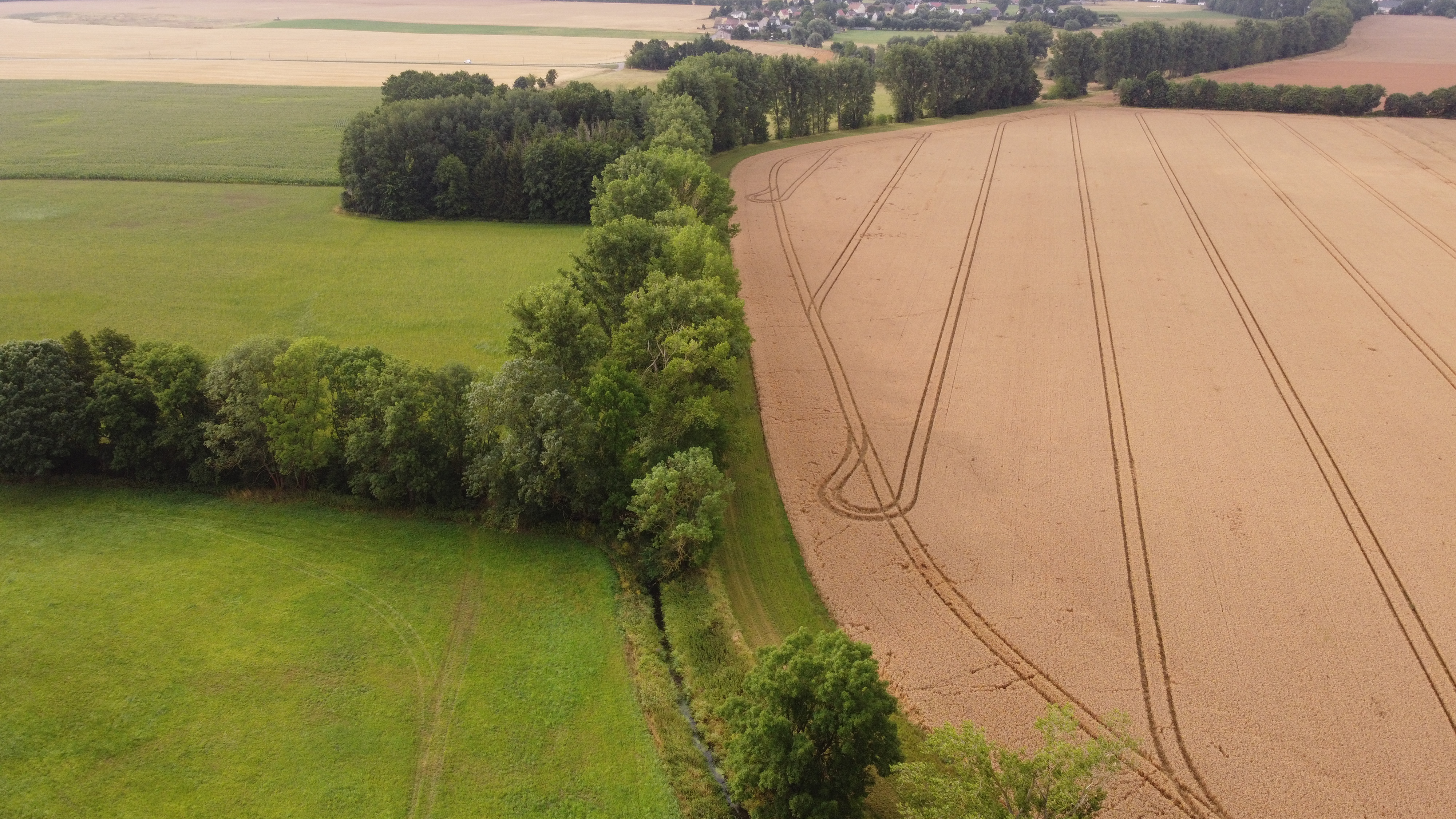
Spannerbach, westlich des Leinawaldes bei Kraschwitz in der Pleißenaue

Mehrere kleine Bäche und wassergefüllte Gräben sowie eine restaurierte kleine Quelle befinden sich im Leinawald.
Den östlichen Teil des Waldes entwässern „oberer Teichgraben“ und „unterer Teichgraben“, die beide hauptsächlich nach Nordwesten fließen und sich im Nordteil des Waldes zum Bach „Teichgraben“ vereinigen, der dann in westlicher Richtung in den Spannerbach mündet. Dem Teichgraben fließen auch die Abflüsse der Fürstenteiche und aus dem Bockaer Forst ein unbenannter Bach zu.
In der Südostecke des Leinawaldes entspringt nördlich von Buscha der kleine Bach „Burzelgraben“, der in weitgehend östlicher Richtung dem Bach Wiera zufließt, in den er in Langenleuba-Niederhain mündet.
Die Ostflanke des Leinawaldes entwässern mindestens zwei unbenannte kurze Bäche in die Talsperre Schömbach. Der bedeutendste Bach im Leinawald ist der „Spannerbach“. Er entspringt nahe Ehrenhain, fließt von dort westlich an Lohma vorbei und hier in die Südseite des Leinawaldes hinein. Im Wald angekommen schwenkt er nach Westen, wo er nördlich von Klausa die Richtung nach Norden ändert. An der Westseite des Leinawaldes fließt er fast am Waldrand immer nördlich und speist dabei den kleinen Spannerteich. Vom Ausfluss des Spannerteiches fließt er wieder als Spannerbach immer nördlich an der Westflanke des Waldes entlang. Beim Quadranten 115 schwenkt er in nordwestliche Richtung um und verlässt den Leinawald an dessen Nordwestecke östlich von Kraschwitz. Der Spannerbach mündet nördlich von Münsa in den Fluss Pleiße. Von Klausa aus fließt dem Spannerbach in nördlicher Richtung im Wald noch ein unbenannter Bach zu.
Vor der Südwestecke des Leinawaldes fließt von Klausa nach Niederleupten der Bach „Niederleuptener Wasser“ entlang, um die Südwest-Waldecke herum.
Nördlich von Zschernichen entspringt noch ein unbenannter Bach, der nach Norden der Südseite des Waldes zufließt. Im Wald angekommen schwenkt er nach Westen um, um alsbald in den auch hier in den Wald hineinfließenden Spannerbach zu münden. Er hat noch einen unbenannten Nebenbach, der ihm in südwestlicher Richtung aus der Südseite (innerhalb) des Leinawaldes zufließt.

### Teiche

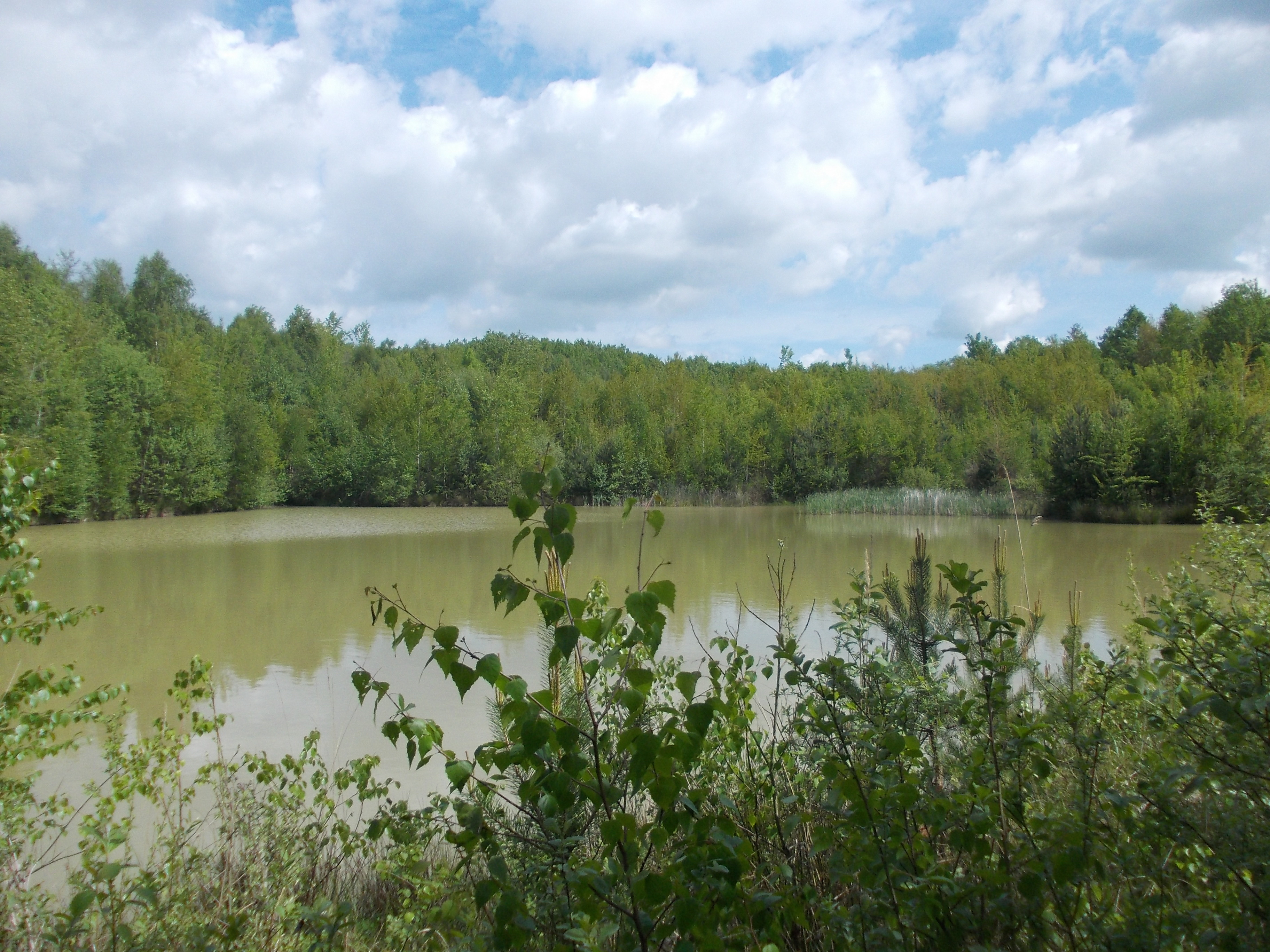
„Flugplatzteich“

Im Leinawald befinden sich mehrere Teiche und Tümpel.
- Märchensee (ehem. Steinbruch)
- mehrere „Fürstenteiche“ (oberer und unterer), ehemals hießen sie Fürstenhausteiche, die Abflüsse der Teiche speisen den Bach "Teichgraben", welcher in den Spannerbach mündet; wohl in der Nähe dieser Teiche existierte ehemals das „Fürstenhaus“, wohl ein Jagdhaus der Herzöge von Sachsen-Altenburg. Es blieb nicht erhalten.
- Spannersee, gespeist vom Spannerbach,
- Sprengloch 258-5, im Quadranten 258 ?
- Sprengloch im Quadranten 256, wohl wasserarm
- der „Flugplatzteich“, größter aller Teiche. Sein Uferbereich ist laut der Studie von 2022 mit Weiden bepflanzt worden.[30] Lage im Areal der nördlichen Einflugschneise des Flugplatzes.[31]
- der „Ketzerteich“ / „Ketzersee“, gespeist vom oberen Teichgraben; wo die L 2460 im Wald von Altmörbitz kommend nach Süden verläuft und der obere Teichgraben diese nach Westen quert, leicht westlich der Straße L 2460;
- „Leinenteich“, sein Zufluss und Abfluss ist der Bach „unterer Teichgraben“,

Ehemals noch vorhanden gewesene andere Sprenglöcher sollen nach 1992 verfüllt worden sein.
Nicht alle Teiche haben Zuflüsse. Sprengloch und Märchensee haben keine Zuflüsse und keine Abflüsse. Im Sommer trocknen manche der Teiche teilweise oder ganz aus.

#### Märchensee

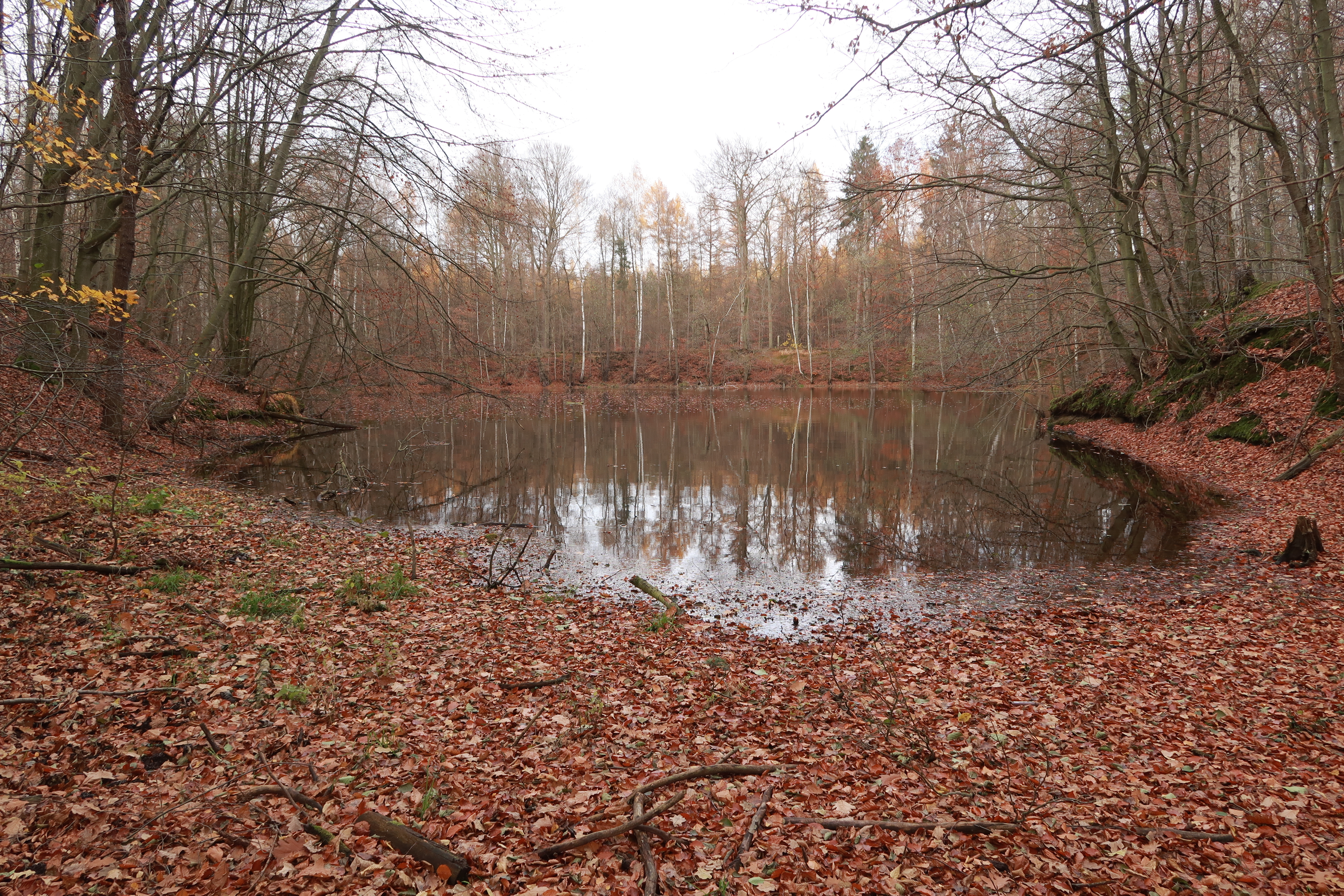
Märchensee

Der Märchensee ist ein wassergefüllter ehemaliger Steinbruch mit Steilufern (von wenigen Metern Höhe), im Quadrant 173 östlich der von Altmörbitz nach Süden verlaufenden Verkehrsstraße L 2460 zum Flughafen; Lage: 50° 59′ 7,4″ N, 12° 34′ 0,1″ O
Von der L 2460 führt ein kleiner (trampelpfadartiger) und kurzer Wanderweg zum See.
- Der Märchensee ist ein ehemaliger Quarz-Keratophyr-Steinbruch (rhyolithoides-Vulkangestein, aus dem Erdzeitalter des Devon) und wurde von der zweiten Hälfte des 19. Jh. bis etwa 1925 betrieben.
- Wasserfläche 10'000 Quadratmeter (1,0 ha).
- Waldfläche am See ca. 5245 Quadratmeter (0,52 ha).
- Gesamtfläche ca. 15245 Quadratmeter (1,5 ha).
- Wassertiefe des Sees 4 Meter.
- Hier kommen Frösche, Molche, Kröten und andere seltene Tiere vor.

Man vermutet, dass Karl May (1842–1912) um 1855 als Kind den Märchensee aufgesucht hatte. Dies ist vermerkt in der Chronik von Langenleuba-Niederhain, wo May Verwandte besucht haben soll. Soweit May tatsächlich am Märchensee im Leinawald war, könnte ihn diese Erinnerung später zum Buch Der Schatz im Silbersee inspiriert haben, vermutet man ebenso, da auch die von ihm erfundene Figur Tante Droll (die im Roman aus Langenleuba-Niederhain stammen soll) zu dieser Indizienlage passt. Eine neue Infotafel am See weist auf Karl Mays Besuch und den möglichen Bezug zu seinem Roman „Der Schatz im Silbersee“ hier hin.

#### Kleinstteiche (Tümpel)
Verteilt im Leinawald existieren viele namenlose Tümpel.
Die vielen Kleinstteiche stellen als Biotope wichtige Bestandteile des Naturschutzgebietes Leinawald dar.

### Plätze, Lichtungen, Waldwiesen und Feuchtgebiete
Die Studie/Vortrag von Baade (2022) weist hierzu folgende Objekte aus:
- Wildacker im Quadrant 185
- Waldwiese im Quadrant 137
- Wiese, ehemaliges (abgerissenes) Nuklearwaffenlager, Quadrant 145
- Feuchtgebiet „Erlenbruch“, Quadrant 106/107
- Feuchtgebiet am ehemaligen Schießstand (Bauwerk noch stehend), Quadrant 114
- „Klausaer Holzplatz“, Quadranten 231/232; (Lage: 50° 58′ 16,3″ N, 12° 31′ 41,5″ O)
- Feuchtgebiet „Spannerbachaue“ im Quadrant 105; (Lage: 50° 59′ 51,7″ N, 12° 30′ 45″ O)

### Ehemalige Sandgruben

#### Sandgrube Klausa
Zwischen dem Ort Klausa und dem Gewerbegebiet Flughafen-Nobitz, südöstlich des Betonwerkes Heim, befindet sich (südlich des Spannersees) im Wald eine alte Sandgrube. Sie wird auch als „Sandgrube Klausa“ betitelt wegen der Nähe zum Ort.
Eine Straße vom Betriebsgelände der Fa. Heim führt zur Sandgrube.
Diese alte Sandgrube ist auf den Karten von Baade nicht verzeichnet oder nur angedeutet, ist aber auf der Wanderkarte (Infotafel) an der Staumauer der Talsperre Schömbach bei Altmörbitz eingezeichnet. Laut dieser Karte hatte die Sandgrube einen Gleisanschluss an die Bahnstrecke (Altenburg)-Nobitz(Kotteritz)-Klausa-Langenleuba-Oberhain. Konkret an deren Abzweig von Klausa zum Flughafen Nobitz.
Das Anschlussgleis der Sandgrube war aber ein Schmalspurgleis einer Feldbahn.
Die in der Sandgrube / Kiesgrube Klausa lagernden Findlinge wurden schon in der DDR-Zeit als Naturdenkmal (ND) „Findlinge Kiesgrube Leinawald“ unter Schutz gestellt.
Diese Sandgrube wurde in der DDR-Literatur auch als „Kiesgrubenrestloch Nobitz-Ostfeld“ benannt. Hier lagern neun Findlinge. Die Sohle der Kiesgrube liegt auf etwa 189–190 m über NN.

#### Sandgruben Bocka
An der Nordseite vor der Nordwestecke des Leinawaldes (Spannerbachaue) befinden sich die vier (?) ehemaligen Bockaer Sandgruben. Sie stehen seit der DDR-Zeit unter Naturschutz als Flächennaturdenkmal (FND), als Teil des Naturschutzgebietes Leinawald. Sie waren schon damals planiert und hier befand sich eine Trockenwiese.
Die ehemaligen Sandgruben befinden sich in den sogenannten „Bockaer Bergen“. Westlich und südlich von ihnen verläuft ein land- und forstwirtschaftlicher Weg, der „Kolkenweg“, der aus Richtung Pöppschen kommend zur Nordwestecke des Leinawaldes (und in diesen hinein) führt.

## Geschichte

### Historischer Name des Waldes
Bei der von 1780 bis 1825 neu erfolgten Kartografie Kursachsens wurde das Fürstenthum Altenburg mit dem Leinawald nicht mit erfasst, da es nicht Teil von Kursachsen war. Dennoch benennen die kursächsischen Meilenblätter die Grenzen des Waldes als die Leina.

### Forstverwaltung und zum „Planquadranten-Wald“

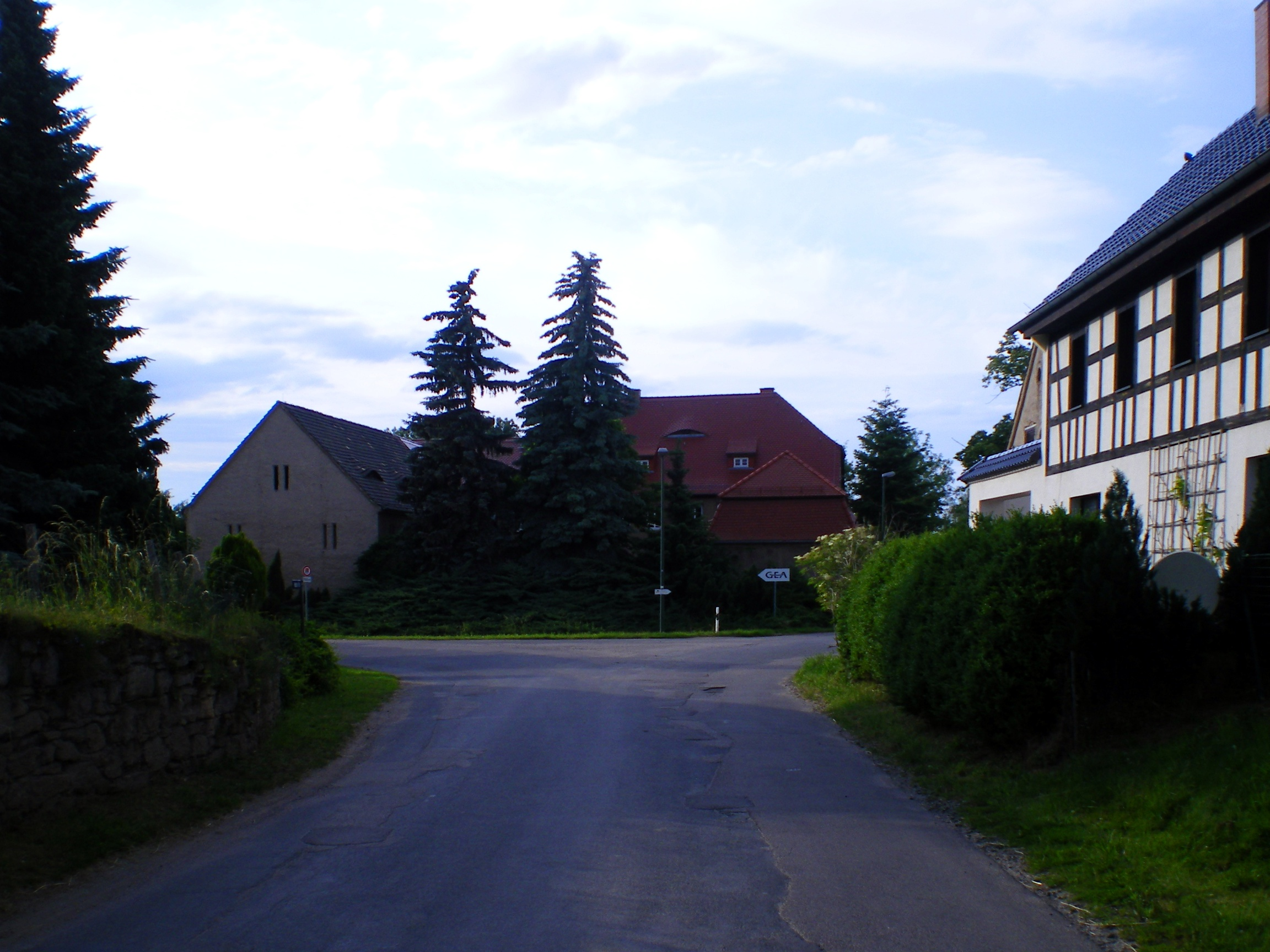
Försterei Wilchwitz (An der Försterei 1)

Im Ort Wilchwitz (Ortsteil von Nobitz) existiert noch heute ein ehemals herzoglich-altenburgisches Forsthaus. Im Mittelalter ist ein „Theodoricus Forestarius de Wilchwitz“ urkundlich belegt, der offenbar ein kaiserlicher Forstaufseher war. Daher nimmt man an, dass in Wilchwitz die Forstverwaltung des Leinawaldes seit dem Mittelalter lag. Heute noch ist in Wilchwitz das thüringische Forstamt Weida (Betriebsteil Altenburg) ansässig.
Seit 1805 ist das herzogliche Kammerforsthaus Wilchwitz existent. Im Ort Zschernichen befand sich eine Oberförsterei des Leinawaldes. Am östlichen Waldrand (heute Talsperre Schömbach) befand sich direkt nördlich der Peniger Chaussee das alte Forsthaus des Ortes Schömbach.
Um den Wald besser forstwirtschaftlich nutzen zu können, wurde er in ein Netz aus 100 Quadranten aufgeteilt. Diese Quadranten haben in Süd-Nord-Richtung jeweils 333 Meter „Seitenlänge“ und in Ost-West-Richtung 666 Meter „Breite“.
Die fortlaufende Nummerierung der Quadranten von Bockaer Forst und Leinawald endet heute mit Nr. 247. Der Anlegung / Vermessung des Planquadranten-Netzes aus Linien, Schneisen und Forstwegen soll die sogenannte „Klausalinie“ gedient haben. Sie verläuft nahezu vom östlichen Ortsende von Klausa in nordnordöstlicher Richtung. Alle Schneisen (beginnend mit „A“ bei Langenleuba-Niederhain, bis „F“, nahe Klausa) sind der Schneise „G“ (Klausalinie) parallel und damit in nordnordöstlicher Richtung ausgerichtet. Eine kurze Schneise „H“ existiert im Nordwesten des Waldes zwischen den Quadranten 105/113 sowie 106/114. Im 90 Grad-Winkel dazu verlaufen die Schneisen und Forstwege/Straßen die im Wald als Linien mit Nummern durchnummeriert wurden. Die Durchnummerierung der nahezu in West-Ost-Richtung verlaufenden Linien beginnt am Nordende von Klausa mit Linie 1, schreitet fort über Linie 3 (Mittelpunkt von Langenleuba-Niederhain) in nördlicher Richtung bis zur Linie 14 (Mittelpunkt von Altmörbitz).
Nach der Forstkarte von Baade und Frohwein (Stand: 2006) befand oder befindet sich im Quadranten 188 zwischen den Schneisen „A“ und „B“ am Forstweg „Linie 5“ (nordöstlich des Dorfes Buscha) eine Jagdhütte.
Mindestens bis 1955 hieß das Forstrevier mit dem Leinawald „Wilchwitz-Kraschwitzer Forstrevier“.
Die heutige Verwaltung und Bewirtschaftung des Leinawaldes obliegt der Gesellschaft „ThüringenForst“ in Erfurt und deren Niederlassung in Weida. Ausgenommen davon sind bislang (Stand 2022) militärische Altlasten. Diese unterstehen der Gesellschaft LEG Thüringen. Der Holzplatz Klausa befindet sich (süd)östlich des Spannersees in den Quadranten 231/232.

### Die historischen drei Forstreviere (Teilung des Leinawaldes)
Die älteste bekannte Forstkarte des Leinawaldes mit dem Titel Geometrischer Grundriss über die zwischen Chursachsen und Sachsen-Gotha streitige Grenze an der Leina und Bocka auch derer daran stoßen-den Bauern Höltzer. Angefertigt … datiert vom September 1723 und wurde von Georg Friedrich Horn angefertigt. Demnach gab es Streit um Besitz- und Nutzungsrechte am Leinawald zwischen Kursachsen und dem Herzogtum Sachsen-Altenburg. Von Horn existieren auch noch zwei jüngere Forstkarten des Leinawaldes.
Eine Karte von 1737 zeigt die Teilung des Leinawaldes in drei Forstreviere:
- die Bocka, kursächsisches Revier (Bockaer Forst)
- die Leina, herzoglich-altenburgischer Forst, der in einen „Obertheil“ und den „Untertheil“ geteilt war und blieb.

Die Sachsen-Altenburgischen Forstreviere Leina Untertheil und Leina Obertheil existierten noch bis ins 19. Jahrhundert, wie jüngere Karten des Leinawaldes zeigen. Diese beiden Forstreviere bilden zusammen den heutigen thüringischen Leinawald. Das historische Forstrevier "die Bocka" existiert als kursächsischer und heutiger sächsischer „Bockaer Forst“ noch immer.
Die historischen Reviere Oberteil und Unterteil wurden in etwa durch die von Neuenmörbitz nach Westen durch den Wald führende Peniger Straße/Peniger Chaussee voneinander getrennt. Revier Oberteil war südlich der Peniger Chaussee, Revier Unterteil nördlich davon. In der Barockzeit existierte die Peniger Chaussee noch nicht. Sie wurde wohl im 19. Jh. angelegt.

### Ehemaliges Forsthaus Schömbach
Heute erinnert nur noch eine Infotafel im Wald an das Forsthaus des Ortes Schömbach.
Die stillgelegte Peniger Straße kommt als Wanderweg durch das Landschaftsschutzgebiet (Kohrener Land) und das Areal der Talsperre Schömbach von Neuenmörbitz kommend über eine alte steinerne Brücke des Flüsschens Wiera hinweg – mitten im Talsperrenareal – in den Leinawald hinein. An einer Biegung der Linie 9 befand sich einst nördlich der Linie 9 im Quadranten 184 das Forsthaus Schömbach. Eine Wiese (Forstacker) zeugt im südlich angrenzenden Quadranten 185 direkt westlich an der Schneise „A“ noch von dem ehemaligen Anwesen.
Nach einem historischen Foto war es ein Fachwerkgebäude mit separaten Nebengebäuden, ebenfalls in Fachwerkbauweise.

### Flugplatz
Bereits bei Anlegung des Exerzierplatzes Nobitz der Kaserne Fliegerhorst Klausa wurde Wald gerodet. Besonders stark beim Ausbau des Flugplatzes in der Zeit des Nationalsozialismus. Dabei wurde das Flugplatzgelände verlegt und stark vergrößert.
Nach 1990/1992 blieb das Flugplatzgelände bestehen und zusätzlich wurde der Bockaer Forst teilweise zu Ackerland umgewandelt und dessen Restforst privatisiert. Die Fläche des Leinawaldes schrumpfte dadurch.

### NS-Arbeitslager und Massengrab
Laut dem Heimatforscher Hilmar Prosche soll im Leinawald bis um 1936 ein Arbeitslager und während des Zweiten Weltkrieges ein Kriegsgefangenenlager  existiert haben, in dem vorwiegend russische und indische Kriegsgefangene der Mannschaftsdienstgrade interniert gewesen sein sollen. Prosche zitiert aus dem Buch „Thüringen 1933-1945: Der historische Reiseführer“: „Auf dem Fliegerhorst (Klausa) befand sich ab 1941 auch die Verwaltung des Stalag IV E, ein Kriegsgefangenen-Stammlager für 16000 polnische, französische und sowjetische Mannschaftsdienstgrade“.
Nach erhaltenen Bildern und Plänen befand es sich offenbar in und bei der alten Kiesgrube von Klausa (Kiesgrube Leinawald).
Die Gefangenen wurden vermutlich bei der hiesigen Rüstungsfirma HASAG (Hugo Schneider AG) zur Zwangsarbeit eingesetzt.
Im Jahr 2011 fand Hilmar Prosche im Beisein eines Journalisten der Bild-Zeitung im Leinawald menschliche Knochen. Nach Einschaltung von Innenministerium und Kampfmittelräumdienst konnte der Volksbund Deutsche Kriegsgräberfürsorge im Jahre 2011 im Leinawald zunächst Gebeine von 46 Personen bergen. Da eine Fläche von 20 mal 20 Metern abgesucht wurde, musste erneut im Jahre 2012 gegraben werden. 2012 wurden Überreste von weiteren 20 Personen gefunden.
Die geborgenen Gebeine der 66 Toten, die größtenteils zwischen 20 und 30 Jahre alt gewesen sein sollen, wurden am 20. September 2013 auf dem Friedhof in Nobitz bestattet. Hier wurden zwei steinerne Gedenkstelen errichtet, die einmal in russischer und einmal in deutscher Sprache an die Toten aus dem Leinawald erinnern. Auf dem Nobitzer Friedhof befanden sich schon zuvor ältere Grabstätten von NS-Zwangsarbeitern der hiesigen Rüstungsindustrie.
Wegen gefundener Erkennungsmarken konnten einige Personen identifiziert werden. Es handelte sich um russische Gefangene. Zahnanalysen wiesen nach, dass auch Deutsche unter den Toten waren. Die Überreste einer Person waren die einer Frau. Alle anderen wohl männlich.
Es wurden keine Einschusslöcher an den Knochen gefunden. Die Personen verstarben demnach wohl an Krankheiten oder Unterernährung und wurden danach im Leinawald verscharrt. Unklar blieb, ob die Toten vor 1945 unter den Nationalsozialisten oder nach 1945 unter russischer Besatzung hier verscharrt wurden. Es werden weitere Tote im Leinawald vermutet, da eine Sterbeliste des Lagers 110 Personen auflistet.
Bislang sind keine weiteren Massengräber im Leinawald entdeckt worden.

### Denkmale und Bodendenkmale
Die im Jahr 2006 erstellte Forstkarte von Hartmut Baade und R. Frohwein weist in zwei Quadranten Denkmale aus: 190 (nordöstlich von Buscha) und 141 (Peniger Chaussee / L 2460 nahe dem Parkplatz im Quadranten 228). Die Objekte wurden nicht weiter benannt.
Ältere Karten des Leinawaldes weisen Dutzende Hügelgräber und mehrere Stätten archäologischer Funde oder Ausgrabungen aus.
Laut Liste der Kulturdenkmale in Langenleuba-Niederhain stehen von den über 100 Grabhügeln 81 als Bodendenkmale unter Denkmalschutz.
Von zwei Stellen im Leinawald ist bekannt, dass sich hier aufgegebene oder durch kriegerische Auseinandersetzungen zerstörte Ortschaften befanden, sogenannte Wüstungen.

## Gebäude und Bauwerke
Nach der Forstkarte von Baade und Frohwein (Stand: 2006) befindet sich im Quadranten 188 zwischen den Schneisen „A“ und „B“ und direkt (nördlich) am Forstweg „Linie 5“ gelegen (nordöstlich des Dorfes Buscha) eine Jagdhütte. Es ist ein massiv gemauertes Gebäude in abgezäuntem Grundstück. Direkt dabei befindet sich eine öffentlich zugängige kleine Schutzhütte für Wanderer.; Lage: 50° 57′ 40″ N, 12° 34′ 37,2″ O
Am Forstweg, der zum „Klausaer Holzplatz“ (Holzlagerplatz; Lage: 50° 58′ 16,3″ N, 12° 31′ 41,5″ O) führt, befindet sich ein kleines Forsthaus (Lage: 50° 58′ 10,6″ N, 12° 31′ 38,6″ O), das ehemals (DDR-Zeit) Forstbediensteten zum vorübergehenden Aufenthalt diente.
Im Quadranten 114 im Wald existiert das Bauwerk eines ehemaligen Schießstandes mitten in einem Feuchtgebiet.
Ansonsten existieren wohl nur noch Gebäude im Nobitzer Industriegebiet/"Flughafen Altenburg-Nobitz" an/vor der Westseite des Leinawaldes. Dort stehen außer dem (recht neuen) Flughafenterminal (Abfertigungshalle) und dem zugehörigen Kontrollturm auch noch einige ältere Gebäude der ehemaligen „Kaserne Klausa“, die 1992 aufgelöst wurde. In einem Kasernenbau befindet sich das Flughafenmuseum (Flugwelten Altenburg-Nobitz). Die meisten Gebäude der Kaserne wurden nach 1992  abgerissen.
Ältere Karten zeigen noch die Anordnung der Gebäude des Militärflugplatzes und der „Kaserne Klausa“ am Waldrand und im Waldareal.
In der ersten Hälfte des 20. Jahrhunderts gab es im und am Leinawald noch mehrere Gasthöfe, wie historische Postkarten von Klausa/Clausa belegen, so die „Leina-Waldschänke“, "Logierhaus und Gasthaus in Klausa". und das „Sommerfrische-Waldrestaurant Klausa“.

## Sehenswürdigkeiten und Historisches

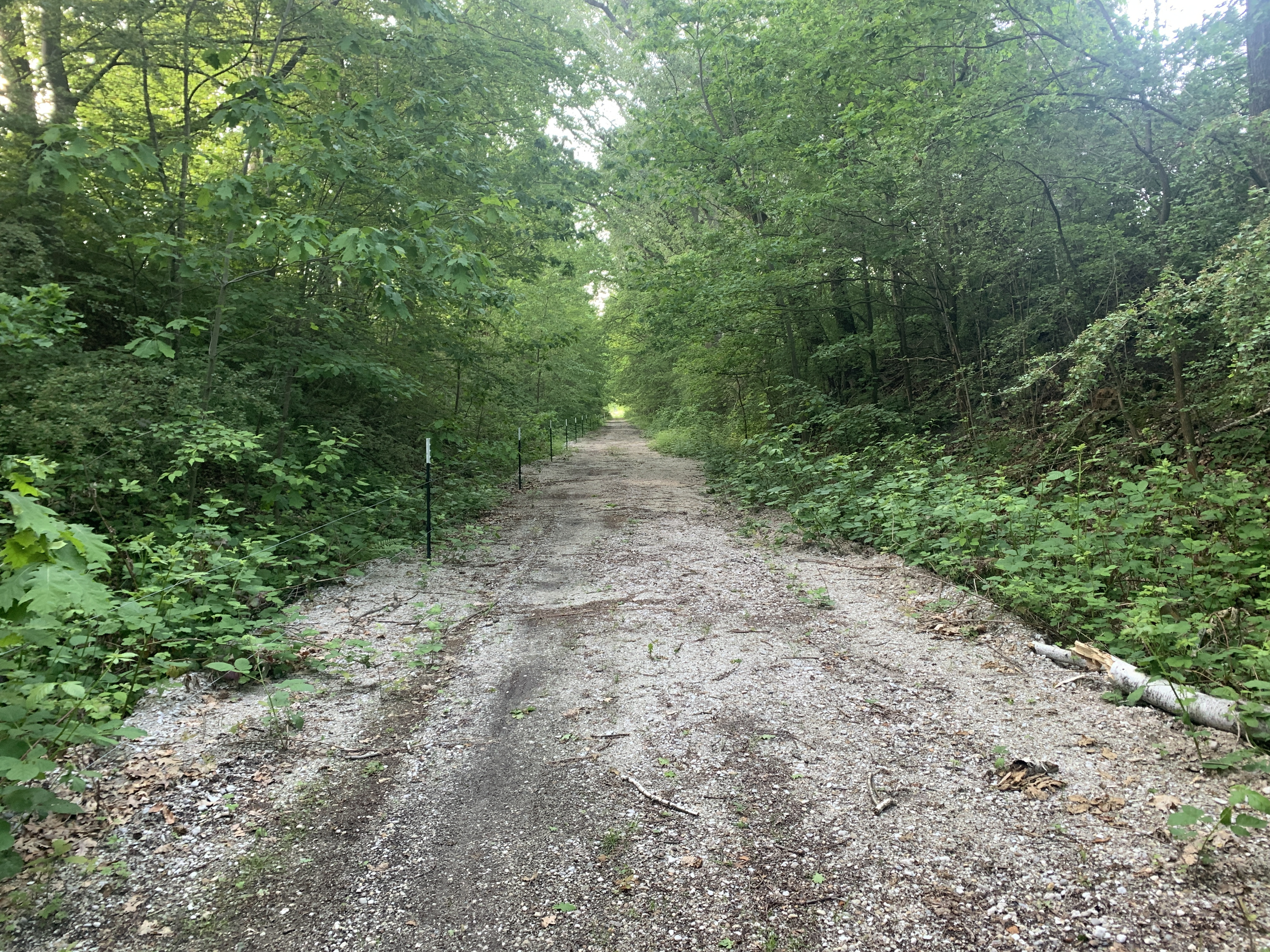
Radweg „Viaduktweg“ bei Klausa

- Das von einem Verein betriebene Flughafenmuseum Altenburg-Nobitz („Flugwelt Altenburg-Nobitz“) zeigt zivile und militärische Flugzeuge und Hubschrauber, Funktechnik und widmet sich insbesondere der Geschichte des „Fliegerhorstes Klausa“ am Rande des Leinawaldes. Das Flugplatzmuseum ist in einem erhaltenen Gebäude der ehemaligen Kaserne untergebracht. Fast alle Gebäude der Kaserne wurden offenbar nach 1995 abgerissen.
- Eine erhaltene historische Straße („Peniger Straße“) von Neuenmörbitz[60] durchquert von Neuenmörbitz kommend nach Westen das Areal der Talsperre Schömbach über eine erhaltene kleine Bachbrücke über den vereinigten Bach Leuba/Wyhra hin zum Leinawald.
- Der Südteil der Talsperre Schömbach an der stillgelegten historischen Straße ist Landschaftsschutzgebiet und Vogelschutzgebiet. Es grenzt an der Ostseite des Leinawaldes an diesen an.
- Am Zugang zur Staumauerkrone der Talsperre Schömbach befinden sich, ebenso wie auf der begehbaren Dammkrone, Infotafeln zum Naturschutz, zu Tierarten, zum weitgehend abgerissenen Dorf Schömbach und eine Wanderwegekarte der Region.
- Vor der Südostecke des Leinawaldes befindet sich in Langenleuba-Niederhain das barocke Halbe Schloss mit daneben befindlichem Resten der Wirtschaftsgebäude [Rittergut] (ehemalige Wasserburg). Das Schloss wird seit 2020 durch einen Verein revitalisiert. Es ist im Regentschaftsstil errichtet worden, der  in Deutschland sonst kaum vorkommt.
- Fahrradweg „Viaduktweg“ bei Klausa auf der stillgelegten Bahnstrecke Altenburg–Langenleuba-Oberhain.
- Durch den Altenburger Naturschützer Hartmut Baade wurde um 1978 im Leinawald ein Naturlehrpfad für Kinder angelegt.[23][61]

## Bockaer Forst
An der Nordseite des Leinawaldes grenzt an dessen Nordwestecke (südöstlich des Dorfes Bocka) der „Bockaer Forst“ an. Es ist heute (2022) ein Wirtschaftswald, der seit nach 1992 in Privatbesitz ist. Der westliche Teil dieses sächsischen Waldes wurde zu Ackerland umfunktioniert. Der nördliche Teil der Einflugschneise des Flughafens Altenburg-Nobitz reicht bis in den Bockaer Forst.
Bockaer Forst und Leinawald grenzen lückenlos an einander. Der Bockaer Forst war offenbar ehemals Teil des Leinawaldes, denn seine „Quadranten“ hatten die Nummern 21, 22, 35 und 36. Sie liegen nördlich der „Linien“ 13 und 14 des Leinawaldes. Im Nordteil des Bockaer Forstes befindet sich an dessen Nordecke im Quadranten 21 der „Bockaer Flachmoor-Tümpel“ (Lage: 51° 0′ 16,9″ N, 12° 32′ 11″ O), wie eine Karte von Baade ausweist, sowie zwei weitere Tümpel in den Quadranten 22 und 35.

## Industrie am Leinawald
Das Kieswerk im Nobitzer Gewerbegebiete westlich am Leinawald fördert Sand und Kies in zwei Baggerseen („Südsee“ und „Nordsee“) bei der „Siedlung Nobitz“ sowie nahe Niederleupten in einem Tagebau (Kiesgrube Klausa) im Gewerbegebiet des Flughafens von Nobitz (Stand 2022). Wegen des Abpumpens von anfallendem Grundwasser hat dies nach der Studie von Hartmut Baade von 2022 negative Folgen für die Flora im Leinawald. Das abgepumpte Wasser wurde in einen Straßengraben im Quadranten 114 eingespeist.
Außerdem befindet sich noch der Flughafen Altenburg-Nobitz, von dem aktuell nur noch Kleinflugzeuge, Sportflieger und touristische Rundflüge starten, hier. Einige Firmen haben sich nach 1992 nahe dem Flughafen angesiedelt.

## Landkarten des Leinawaldes
- Landkarte „Plan des Herzogtums Sachsen-Altenburg (Ostkreis), Verlag von Br. M. Jungandreas, Langenleuba-Niederhain“, ohne Jahresangabe (vor 1900), (Herzogtum mit dem Leinawald)
- historische Postkarte „Führer durch die Leinawaldung bei Altenburg“, Richard Hauenstein Verlag Altenburg S.-A., ohne Jahresangabe (Postkarte als Landkarte des Leinawaldes mit dargestellten Schneisen / Planquadranten)
- Werner Sykora: drei Karten des Leinawaldes von 1976 und 1980, Maßstab 1:20'000, Kreisnaturschutzaktiv Altenburg, DDR
- Karte des Leinawaldes: „Der Forstkomplex Leina Bocka topographische Übersicht, Stand: 2006“, bearbeitet von Hartmut Baade, gezeichnet von R. Frohwein; genordete Karte als Teil seines Vortrag vom 25. Oktober 2022
- Radwander- und Wanderkarte: „Altenburger Land und Umgebung“, 1:50'000, Verlag Dr. Barthel, Borsdorf, 5. Auflage, o. J., ISBN 978-3-89591-096-8 (Leinawald mit Flugweltmuseum, Elisabethquelle, Fuchsberg, Märchensee, Ketzersee (unbenannt), Leinenteich (unbenannt), alle drei Teichgräben, Spannerbach)